# 赫連度洛孤
赫連度洛孤（?—?），中国五胡十六国时代匈奴铁弗部人，夏國开国皇帝赫连勃勃的儿子，封广阳公。
430年八月初六，夏王赫连定留下上谷公赫連社干和广阳公赫連度洛孤驻守平凉。赫连定派使臣出使刘宋请求和解，约定联合灭北魏，瓜分黄河以北地区：恒山以东归刘宋；恒山以西归夏国。夏王赫连定被古弼击败，赫连定退守鹑觚原，之后魏军生擒赫连定的弟弟丹杨公赫连乌视拔、武陵公赫连秃骨，赫连定退保上邽。十二月十五日，赫连社干、赫连度洛孤出平凉城投降北魏。